# Felix Weber (Künstler)

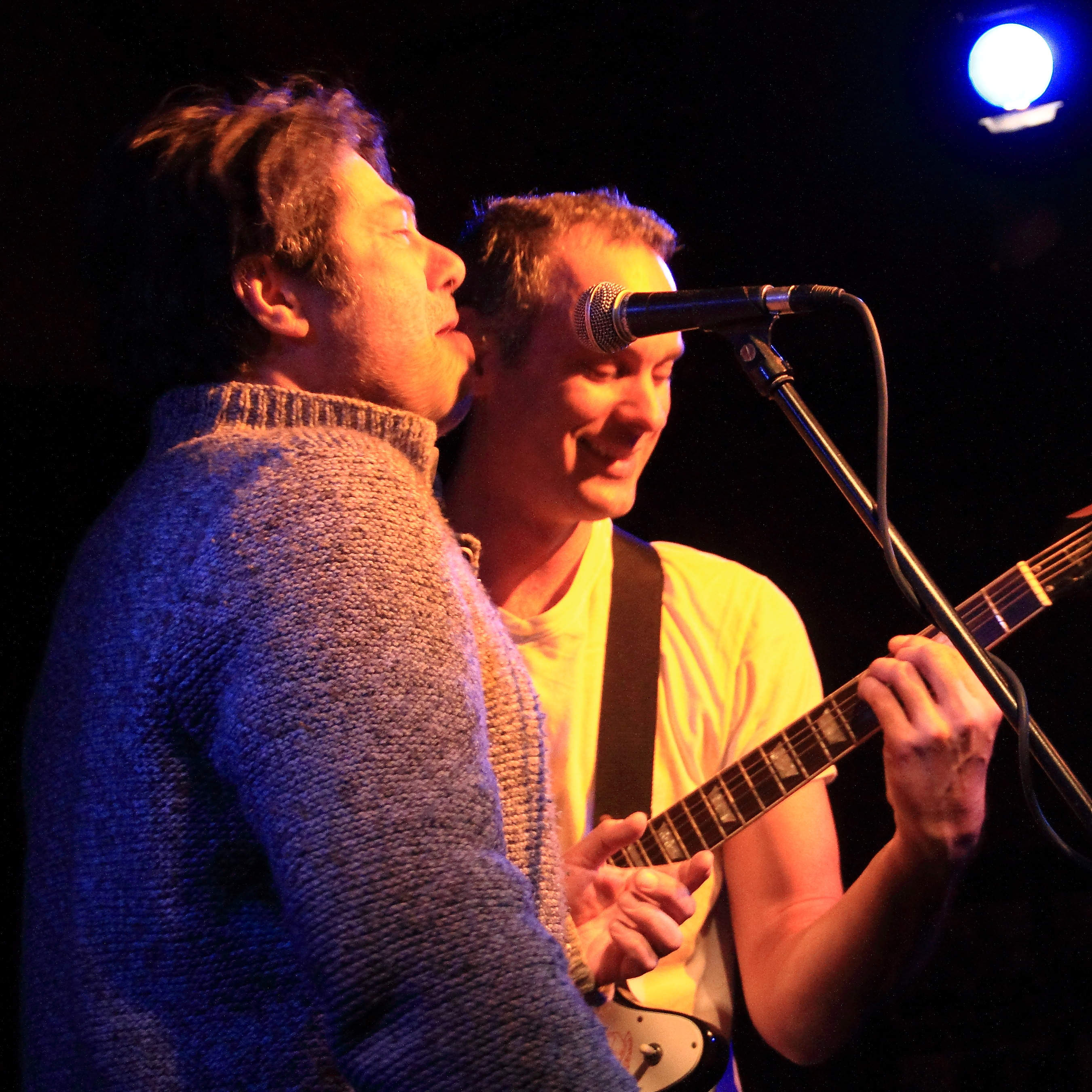
Felix Weber als Human Beatbox mit Miss Massive Snowflake im club W71, 2014

Felix Weber, auch bekannt als Schlockmaster, (* 17. August 1965 in München) ist ein deutscher Comiczeichner, Maler und Musiker. Seine Kunst ist dem Underground zuzuordnen. Er selbst bezeichnet seinen Stil als Narrativen Ästhetizismus. Er lebt in Unterfranken.

## Leben und Werk

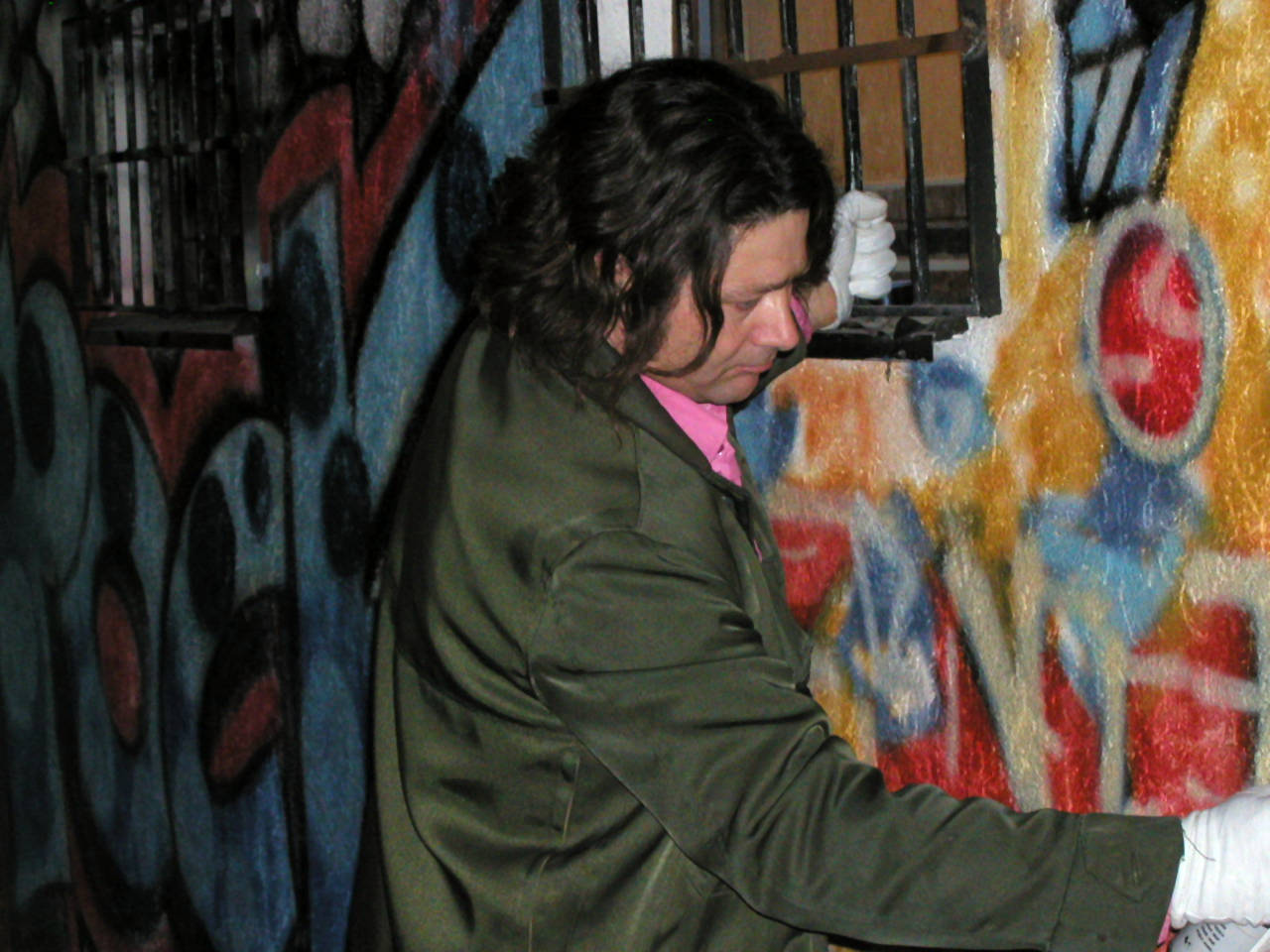
2005 bei einer Graffitiaktion

Felix Weber beschäftigt sich seit Beginn der 1980er Jahre mit Malerei, Zeichnung, Comicbooks und Musik. 1991 gründete er das Kunst-Label Subversion Durch Schlock (SDS) und präsentierte seine Kunst von nun an in verschiedenen Ausstellungen. Kennzeichnend für seine Arbeit ist das Beharren auf Sex und Gewalt als Grundelement für seiner Meinung nach progressive Kunst. Seit 1992 veröffentlicht er in unregelmäßigen Abständen seinen Comic Gilda. 2009 erschien die vorerst letzte Ausgabe als Heft 11.
Ende der 1990er Jahre benannte Weber SDS in Schlockweltall um. Unter diesem Namen begann er mit dem Aufbau seiner Internetpräsenz.
In dieser Zeit begann er ebenfalls, sich mit deutschen Hip-Hop zu beschäftigen. Die „Band“ Schlockmaster veröffentlichte zwei Maxis und im Jahr 1999 eine LP. Einige seiner Titel wurden inzwischen zu Klassikern des Genres, so Echte Künstler, Rap Wigga und Lass Einen Wigga Scheinen. Die Band Eins Zwo samplte von dem Stück Echte Künstler den Refrain.
Nach 2000 wandte sich Weber vom Hip-Hop ab und begann sich gemeinsam mit Thomas Zipp unter dem Namen NaziHipiWelt mit freier Musik zu beschäftigen. Als 2004 Sepp Löbert dazukam, nannten sie sich ZLW-Trio. Ihre Musik glich nun brachialem Lärm mit Free-Jazz-Elementen. Ab 2006 war erneut eine Neuausrichtung der Musik von Zipp und Weber in Richtung rockiger Klänge zu verzeichnen, die Band nennt sich nun DA (DickArsch). Neben den Auftritten von DA (u. a. in Los Angeles) widmete sich Weber 2008 mit Sepp Löbert auch wieder als Schlockmaster der CD Schlockmaster Welt.
Die Band DA spaltete sich 2011, nach den LPs Nach Haus und In London in DA (mit Felix Weber) und DA-EAT, die mit ihren Jamsessions bei den Ausstellungen von Thomas Zipp auftreten. DA veröffentlicht weiter Tonträger, für 2014 ist THE BLAKKKEST DOOOMSDAY angekündigt.
Das offizielle Line-Up von DA seit 2011 ist Schlockmaster (Vocals und Elektronik), Manüla (Schifferklavier), John Tiger (E-Piano und Percussion) und Sepp Löbert (Elektronik und Synthesizer). 
Weber fasst seine Malerei inzwischen gerne in großangelegte thematisch verbundene Zyklen zusammen. So stellte er 2007 im autocenter Berlin-Friedrichshain die Auswahl Der Letzte Gott vor. Unter anderem war er an der Konzeption von Ausstellungen mit Manfred Peckl, Philipp Zaiser und Thomas Zipp beteiligt und arbeitet auch immer wieder mit diesen Künstlern zusammen.

## Ausstellungen
- 1992 Subversion durch Schlock im club W71, Weikersheim
- 1993 Grafica 1, Innsbruck
- 1994 Singstunde, Grünes Eck, Köln
- 1994 Lo-Life till Death, Lenzenbrunn
- 1995 Pointen, Forum Stadtpark, Graz
- 1995 Pralinen, Galerie Amraser 28, Innsbruck
- 1996 Auflösung, Kunsthalle, Stuttgart
- 1996 School Of Schlock, Galerie Gloser, Frankfurt a. M.
- 1997 Homebase Open 97, Lenzenbrunn
- 1997 Nu Orda, Galerie Rumford 26, München
- 1998 Kain vs. Abel, Dominikanerkloster, Frankfurt a. M.
- 1999 Jugendsünden, HH Kunst, Hamburg
- 1999 Schlockweltall Spezial, Galerie Andersens, Berlin
- 2002 Der Deutsche Wahnsinn, Menschenraum, Berlin
- 2002 Malerei, Galerie Maschenmode, Guido W. Baudach, Berlin
- 2003 … und ja, sie machens jeden Tag, Nürnberg
- 2003 Geschlossene Gesellschaft, Aufstetten
- 2004 Salon Weber, Stadt Aub
- 2006 Viewing Club, Berlin, London, Wien
- 2007 Der Letzte Gott, autocenter, Berlin
- 2007 Aquarellcore, Galerie Daniel Hug, Los Angeles
- 2008 BirdBerrysBash, Galerie Krinzinger, Wien
- 2008 Hedwig, Galerie Baronian Francey, Brüssel
- 2009 Der Frauenfeind, Kunstverein, Heppenheim
- 2009 Palm Springs, Galerie Andreas Höhne, München

## Veröffentlichungen

### Diskografie
- 1997 L.E.W.S., 12″ Single
- 1998 Pur, 12″ Single
- 2002 O.W., CD
- 2002 Nazihipiwelt, CD
- 2004 ZLW-Trio, CD
- 2004 Wies’n Workout, DVD
- 2007 Nichts, Video
- 2007 Nach Haus (DA), LP
- 2008 Welt, CD
- 2009 In London (DA), LP
- 2009 Welt, LP

### Comics und anderes
- Gilda Heft 1 (1992) bis Heft 11 (2009)
- 1999 Schlockweltall Spezial
- 2004 Lenzenbrunner Hefte 1 bis 7
- 2005 Andenken, Katalog
- 2007 Der letzte Gott, Katalog
- 2008 Das Haus des Seins, Katalog
- 2009 Palm Springs, Katalog